# 田子重
株式会社田子重（たごじゅう）は、静岡県にスーパーマーケットチェーンを展開する企業。オール日本スーパーマーケット協会に加盟。元々は明治時代から続く材木商であった。

## 概要
静岡県中部地区（静岡市・焼津市・藤枝市・島田市・吉田町）、西部地区(菊川市)、東部地区(沼津市)に計14店舗を擁する。鳥坂以外の店舗には休憩所や幼児用の遊具がある小規模なスペース（プレイロット）が付設されている。
社名の由来は、以前は材木問屋を営んでいた先祖の「曽根重兵衛」の名前と、焼津市の創業地の横にある「田子ノ橋」からとったと社長の曽根誠司が2014年に語っている。
毎月、カレンダー型式の「◯月のお買得情報」を各店舗で配布しており、新聞折り込みチラシはほとんど発行しない。2024年から2025年にかけては年末年始に各1回発行されただけである。

## 沿革
- 1972年（昭和47年）12月15日 - 設立[1]
- 1973年（昭和48年）6月 - 「スーパー田子重」第1号店（焼津市・小川店）開店
- 1982年（昭和57年） - 本部を現在地（3号店・登呂田店）に移転
- 1990年（平成2年）5月 - 市外初の店舗を清水市（現・静岡市清水区）に開店（4号店・駒越店）
- 2000年（平成12年）7月 - スーパー瀬名（店舗名：スーパーセナ）を合併、スーパー田子重セナ店（5号店）とする
- 2021年（令和3年）2月 - 小笠店を開店。初の静岡県西部への出店となる
- 2022年（令和4年）3月 - 西島町店を開店。初の静岡県東部への出店となる
- 2025年（令和7年）4月 - 1号店・小川店閉店

詳細は公式サイトを参照。

## 店舗
各店舗の詳細は公式サイトを参照。
店舗の特長としては、「お買いまわりしやすい広々としたフロア」、「店内でゆっくり過ごせる充実スペース」、「環境に配慮した最新設備」の3点を挙げている。
店舗面積は、2022年10月現在全ての店舗が1000平方メートル以上、そのうち5店舗は2000平方メートル以上 の大規模小売店舗である。また、セナ店と鳥坂店を除いた 全ての店舗に休憩スペースが設置されている。そのうち6店舗で無料のコーヒーサービスを実施している。
最近の店舗では、駐車場の空き情報が表示される店舗もある。